# Джеймс Елиът
Джеймс Елиът (на английски: James Elliott) е псевдоним на американски журналист и писател на бестселъри в жанра трилър Джеймс Чалс Полък (на английски: James Charles Pollock). Писал е и под псевдонима Дж. Ч. Полък (на английски: J.C. Pollock), а вероятно и под други псевдоними.

## Биография и творчество
Полък (Елиът) е един от писателите с най-тайнствените и ревностно пазени самоличности в САЩ. Често сменя адресите си и контактува само чрез своите агенти или колеги. Създава различни легенди за себе си, за да не бъде открит.
Роден е през 1939 г. Живее със съпругата си Рут в Шарлотсвил, Вирджиния, Уест Честър, Пенсилвания, или Онтарио, Канада (според поредната легенда).
През 2006 г. по романа на писателя „Краят на играта“ е направен едноименния филм с участието на Куба Гудинг Джуниър, Анджи Хармън, и Джеймс Уудс.
През 2008 г. в Шарлотсвил се появява писателя на трилъри Доналд Рей Полък (Donald Ray Pollock), автор на романите „Knockemstiff“ и „The Devil All the Time“. Това вероятно е новата самоличност на писателя.

## Произведения

### Романи като Дж. Ч. Полък (J.C. Pollock)
- Mission M.I.A. (1982)
- The Dennecker Code (1982)
- Centrifuge (1984)
- Crossfire (1986)
- Payback (1989)
- Threat Case (1991)
- Goering's List (1993)

### Романи под псевдонима Джеймс Елиът (James Elliott)
- Cold, Cold Heart (1994)
Студено, студено сърце, изд.: ИК „Хермес“, Пловдив (1996, 1999), прев. Огнян Алтънчев
- Nowhere To Hide (1997)
Невъзможно бягство, изд.: ИК „Хермес“, Пловдив (1999), прев. Огнян Алтънчев
- Endgame (2000)
Краят на играта, изд.: ИК „Хермес“, Пловдив (2000), прев. Елена Кодинова
- To Duel with the Hands of God (2005)

### Екранизации
- 2006 Край на играта, End Game